# Bareket
Bareket (hebrejsky בַּרֶקֶת, doslova „Smaragd“, v oficiálním přepisu do angličtiny Bareqet) je vesnice typu mošav v Izraeli, v Centrálním distriktu, v Oblastní radě Chevel Modi'in.

## Geografie
Leží v nadmořské výšce 80 metrů v hustě osídlené a zemědělsky intenzivně využívané pobřežní nížině, nedaleko od jižního okraje Šaronské planiny, nedaleko od úpatí kopcovitých oblasti v předhůří Judeje a Samařska.
Obec se nachází 18 kilometrů od břehu Středozemního moře, cca 18 kilometrů východně od centra Tel Avivu a cca 87 kilometrů jižně od centra Haify. Leží v silně urbanizovaném území, na východním okraji aglomerace Tel Avivu. 7 kilometrů na severozápad leží město Petach Tikva. 5 kilometrů západním směrem od mošavu se rozkládá Ben Gurionovo mezinárodní letiště. Bareket obývají Židé, přičemž osídlení v tomto regionu je etnicky převážně židovské.
Bareket je na dopravní síť napojen pomocí místní silnice číslo 4613. Východně od vesnice probíhá severojižním směrem silnice číslo 444 a paralelně s ní i nová dálnice číslo 6 (Transizraelská dálnice).

## Dějiny
Bareket byl založen v roce 1952. Zakladateli mošavu byla skupina Židů z Jemenu napojených na náboženskou sionistickou organizaci ha-Po'el ha-Mizrachi. Původně se nazývala Kfar Chalucim (כפר חלוצים), později Tirat Jehuda Bet (טירת יהודה ב). Teprve pak získala nynější pojmenování. To je inspirováno citátem z biblické Knihy Exodus 39,10, ve které je zmiňován výčet drahých kamenů – „v první řadě rubín, topas a smaragd“ Názvosloví inspirované drahými kameny bylo v tomto regionu použito pro pojmenování několika dalších vesnic: Nofech, Šoham a Achlama (dnes Bejt Arif).
Správní území vesnice dosahuje cca 2500 dunamů (2,5 kilometru čtverečního). Východně od vesnice se rozkládá areál Chirbet al-Bira s jeskyněmi. V obci funguje několik synagog a mateřské školy. Základní škola je ve vesnici Nechalim.

## Demografie
Podle údajů z roku 2014 tvořili naprostou většinu obyvatel v Bareket Židé (včetně statistické kategorie "ostatní", která zahrnuje nearabské obyvatele židovského původu ale bez formální příslušnosti k židovskému náboženství).
Jde o menší obec vesnického typu s dlouhodobě rostoucí populací. K 31. prosinci 2014 zde žilo 1825 lidí. Během roku 2014 populace stoupla o 4,4 %.
| Rok            | 1961 | 1972 | 1983 | 1995 | 2001 | 2003 | 2004 | 2005 | 2006 | 2007 | 2008 | 2009 | 2010 | 2011 | 2012 | 2013 | 2014 |
| -------------- | ---- | ---- | ---- | ---- | ---- | ---- | ---- | ---- | ---- | ---- | ---- | ---- | ---- | ---- | ---- | ---- | ---- |
| Počet obyvatel | 592  | 784  | 622  | 788  | 1020 | 1091 | 1124 | 1179 | 1244 | 1266 | 1277 | 1511 | 1554 | 1604 | 1658 | 1748 | 1825 |